# South Kesteven
Pour les articles homonymes, voir Kesteven (homonymie).
South Kesteven est un district non métropolitain du Lincolnshire, en Angleterre. Il est situé dans le sud-ouest du comté. Comme son nom l'indique, il correspond à la moitié sud de l'ancienne subdivision de Kesteven. Son chef-lieu est Grantham.

## Composition
Le district est composé des villes et paroisses civiles suivantes :